# Saison 2024-2025 de l'USM Alger
Maillots
Chronologie
Saison précédente Saison suivante
La saison 2024-2025 de l'USM Alger est la 47e saison du club en première division algérienne. Le club s'engage en Ligue 1 et Coupe d'Algérie et en Coupe de la confédération. Le 27 juin 2024, le bureau fédéral a approuvé le calendrier de la saison 2024-2025 de Ligue 1 avec pour objectif de s'achever le 31 mai 2025. Le 1er journée est prévu le 14 septembre, ce report est motivé à la fois par une fin de saison 2023-24 rallongée mais aussi par la tenue d'élections présidentielles anticipées qui auront lieu le 7 septembre 2024, Cependant, la Ligue de Football Professionnel a décidé de reporter le début de la Ligue 1 d'une semaine, soit le 21 septembre

## Résumé de la saison
Après une forte pression des supporters réclamant un changement radical au sein de l’organisation administrative du club Au niveau de la direction, le conseiller du président du conseil d’administration, Réda Abdouch a présenté sa démission, justifiant sa décision par des « raisons personnelles et de santé », a indiqué le club Auparavant, l’USM Alger avait annoncé la nomination de Sid Ali Yahiaoui au poste de nouveau secrétaire général. Il s’agit d’un retour aux sources pour Yahiaoui, qui avait déjà occupé ce poste par le passé avec le club en 2021. Le 22 juin 2024, le Conseil d’Administration de l’USMA/SSPA s’est réuni au siège du Groupe SERPORT, où il a été décidé de nommer Athmane Sehbane, Président du Conseil d’Administration de l’USM Alger, pour succéder à Kamel Hassena qui a démissionné de son poste. Toujours dans la même lignée, SERPORT a choisi l’ancien joueur des Rouge et Noir Hamza Koudri au poste de coordinateur sportif tandis que l’ancien capitaine de l’USMA, Billel Dziri occupera le poste de directeur sportif. Le lendemain, Othmane Sohbane a nommé Mustapha Laroussi au poste de secrétaire de l’équipe première. Laroussi occupait auparavant ce poste à l’USM Alger Arrivé dans les bagages du nouveau président du club, Dziri a déjà jeté l’éponge en tant que directeur sportif de l’USMA
Après le départ de Juan Carlos Garrido, l'USM Alger a étudié plusieurs pistes pour trouver le successeur du technicien espagnol, Dans un communiqué officiel du 13 juillet, l'USM Alger a annoncé la signature de l'entraîneur tunisien Nabil Maâloul pour un contrat de deux saisons, Maâloul qui a une grande expérience en Afrique va désormais vivre sa première expérience en Algérie, À la suite des demandes pressantes de certains clubs, la Fédération algérienne de football a décidé d'augmenter le nombre de joueurs étrangers en Ligue 1 Après être passée formellement par le collège technique présidé par Rabah Saâdane, la FAF a entériné l'augmentation du nombre d'étrangers par club de 3 à 5. Toutefois, pour qu'il existe une disposition destinée à servir de garde-fou pour que la licence d'un joueur ou d'un entraîneur étranger soit validée, le club doit verser à la fédération une caution équivalente à 12 mois de salaire. Ceci afin de se prémunir contre tout litige financier Après plus de 40 jours de repos, le 26 juillet prochain, les joueurs de l’USM Alger reprendront le chemin de l’entraînement pour entamer leur préparation d’intersaison. Le technicien tunisien dispose d’environ un mois et demi pour bien préparer son équipe en vue de retrouver la compétition officielle à partir de septembre. La séance de reprise est prévue à l’annexe du Stade Nelson-Mandela, comme l’a révélé Maâloul ce stade sera le nouveau camp d’entraînement de l’équipe cette saison L’équipe de Soustara effectuera le premier cycle de préparation à Baraki pendant deux semaines, où le staff technique se concentrera sur l’aspect physique.

### Transferts de l'équipe première

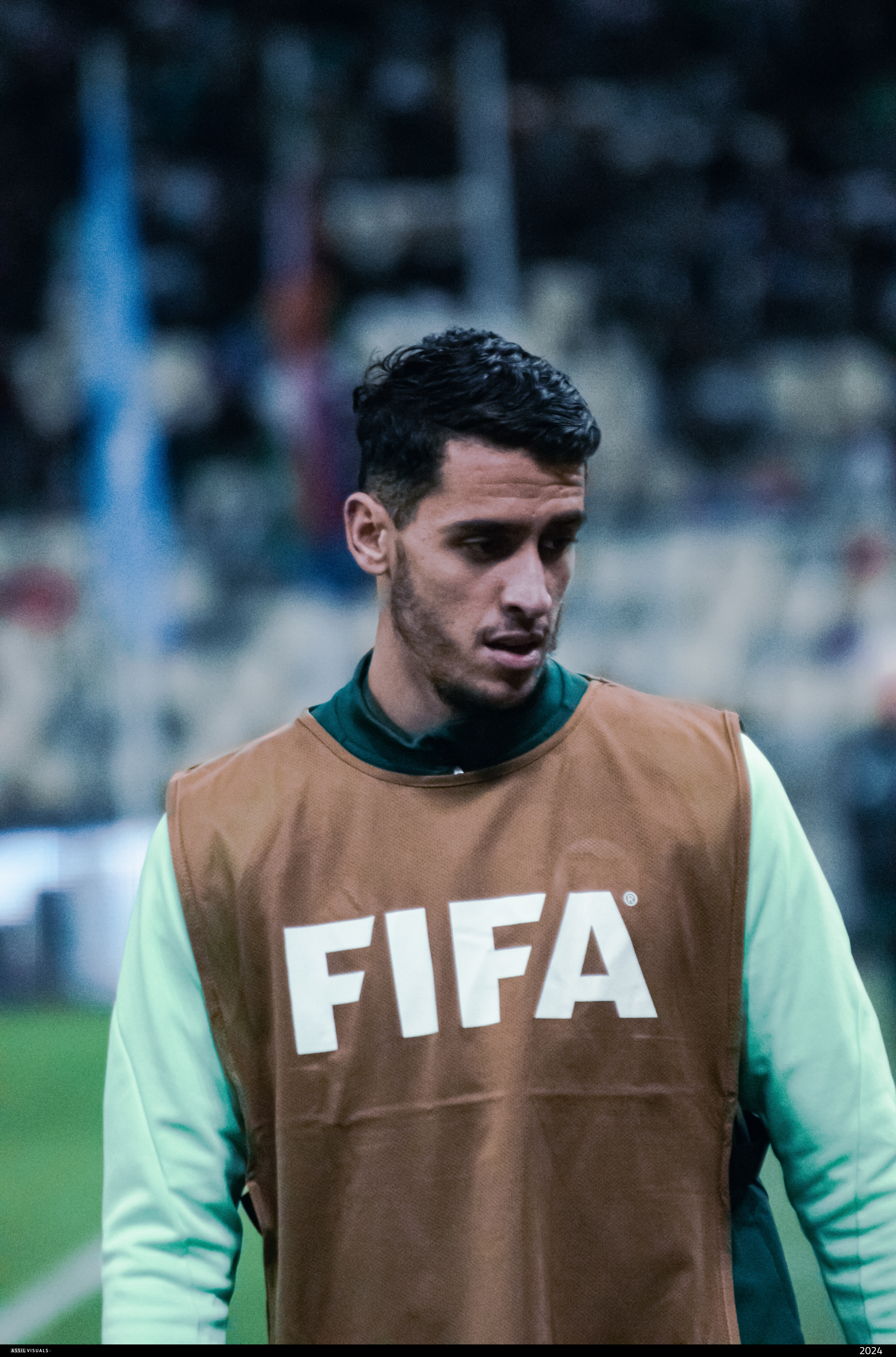
Zineddine Belaïd rejoint le club belge de K Saint-Trond pour un montant de 500 000 euros.

Avant le départ de Kamel Hassena, les contrats d’Abdessamed Bounacer et de Salim Boukhanchouche ont été renouvelés pour deux saisons, et celui d’Abdelkrim Namani pour quatre saisons,, Quant à Hocine Dehiri dont la période de prêt a pris fin, son contrat a été racheté au Paradou AC, où il a signé un contrat de trois saisons, Le 23 juin 2024, Zineddine Belaïd a rencontré Athmane Sehbane, où il a convenu qu’il partirait officiellement. La direction de l’équipe a finalement accepté de ne pas mettre d’obstacles à l’ambition du joueur et d’une manière qui préserve les droits du club. L’accord a finalement été conclu pour concrétiser le désir de Belaïd de rejoindre le club belge de K Saint-Trond et a signé son papier de sortie
Le 8 juillet 2024, l'USM Alger compte sa première recrue estivale le défenseur Ilyes Chetti, après la résiliation de son contrat avec le Wydad AC, où il a signé un contrat de trois saisons pour un salaire total astronomique dépassant les 6 millions de DA, Dans le viseur de plusieurs clubs algériens sur ce mercato, Houssam Ghacha a finalement rejoint l'USM Alger pour trois saisons, en provenance de l'Espérance de Tunis, Le 23 juillet dernier, l'USM Alger avait annoncé le recrutement de deux joueurs congolais du TP Mazembe, Kévin Mondeko et Glody Likonza. Bien qu'il ait également été appelé par le CS Constantine, Mondeko a signé un contrat de deux saisons avec les Rouge et Noir, tandis que Likonza s'est engagé pour une durée de trois saisons. Le Zamalek SC égyptien et le Club Africain de Tunis ont tenté de s'offrir les services du vice-capitaine du TP Mazembe, mais l'USMA a été plus rapide à concrétiser avec Likonza, alors qu'il était attendu à Tunis pour finaliser son contrat avec le club le plus populaire de Tunisie,
Le 24 juillet, Al-Sadd a officialisé son contrat avec Bounacer pour une durée de cinq ans. Bien qu’il ait renouvelé son contrat pour deux saisons, les rumeurs de départ de Bounacer se sont multipliées depuis le début du marché des transferts Bounacer s’est rendu au Qatar avec son agent pour négocier son transfert à Al-Sadd. Bounacer a une clause libératoire dans son contrat, qui s’élève à 500 000 euros, Le 27 juillet, l’USM Alger a annoncé l’arrivée de l’ailier gauche algérien Ghiles Guenaoui, cinquième joueur à rejoindre le club pendant l’été en provenance d’Al-Masry SC. La direction du club égyptien a approuvé l’offre soumise pour obtenir les services de Guenaoui sur un transfert permanent, après avoir payé la valeur financière convenue,,. Le 6 août, l'USM Alger a signé un contrat avec le Nigérian Wale Musa Alli pour deux saisons en provenance de Zbrojovka Brno. La Ligue de football professionnel a exigé de l'USM Alger la preuve que Musa Alli dispose du statut d'international avec au moins cinq sélections pour son pays, comme le prévoit le règlement général de la FAF. En l'absence de cette validation, le joueur ne pourra pas être intégré dans l'effectif des Rouge et Noir.
Avec les départs de Belaïd et Bounacer, l'USM Alger a recruté le nouveau défenseur central Imadeddine Azzi pour une saison en prêt en provenance du club koweïtien Kazma SC. Le 13 août, la direction de l'USM Alger et Simba de Tanzanie se sont mis d'accord sur le transfert du Camerounais Leonel Ateba pour un montant de 250 mille euros,. Le 23 août dernier, l'Hispano-Sénégalais Sékou Gassama a signé un contrat électronique de deux ans, en provenance d'Anórthosis Famagouste. Son arrivée intervient après le départ de trois étrangers, les Maliens Kanou et Konaté ainsi que le Camerounais Ateba,. Le 27 août au matin, l'USM Alger a annoncé la signature de l'international bolivien Adalid Terrazas pour trois saisons. Il devient ainsi le cinquième joueur étranger à rejoindre le club depuis 2009,. Le club de Soustara a finalement réussi à trouver une solution avec certains de ses joueurs que Nabil Maâloul ne voit pas pouvoir poursuivre l'aventure avec les Rouge et Noir. C'est le cas du duo malien Sékou Konaté et Abdoulaye Kanou que l'USM Alger a définitivement écarté de l'effectif. Le premier a été libéré en signant un accord à l'amiable tandis que le second a été transféré au club marocain de Difaâ El Jadida. Outre ce duo, la direction de Sehbane a trouvé un accord avec l'attaquant Oussama Bellatreche. Arrivé cet hiver en provenance de la JS Saoura, Belatreche a signé une séparation à l'amiable.

### Début de saison
Le 12 septembre, l'USM Alger se rendait en Tunisie pour disputer son premier match de la saison en Coupe de la Confédération de la CAF contre le Stade tunisien. Après avoir dominé la majeure partie du match, les Usmistes n'ont pas réussi à trouver le chemin des filets adverses. Les Tunisiens ont surpris les Rouge et Noir à la 85e minute grâce à un but de Smaali,. Lors du match retour, l'USM Alger recevait le Stade tunisien au Stade Miloud-Hadefi d'Oran. L'USM Alger n'a pas ouvert le score en raison du jeu défensif adverse et a attendu le dernier quart-temps pour ouvrir le score, grâce à un superbe retour acrobatique du défenseur Kévin Mondeko. Ce but est intervenu à la suite d'un corner tiré par Ghiles Guenaoui au premier poteau. L'attaquant du Stade Tunisien Bilel Mejri a inscrit son propre but dans les arrêts de jeu. À la suite de ce but, l'arbitre a mis fin aux débats, permettant à l'USMA de se qualifier pour la phase de groupes pour la troisième fois consécutive,.
Le 8 octobre 2024. Le jury de discipline de la Confédération africaine de football (CAF) a rendu son verdict dans l'affaire USM Alger contre RS Berkane. Plus de cinq mois plus tard, le jury de discipline a finalement rendu son verdict concernant la célèbre demi-finale de la Coupe de la Confédération de la CAF. Il a infligé une sanction financière de 40 000 dollars au club de Soustara, pour non-respect des décisions et règlements des instances de la CAF. Le 31 octobre 2024, l'USM Alger annonçait la construction de son centre d'entraînement, relancé cette saison. Cependant, après la fin des travaux, le site est resté à l'abandon pendant un peu plus d'un an. Groupe Cosider est l'entreprise responsable du projet, dont la date de livraison n'a pas encore été fixée,. Le directeur du projet a déclaré que des réunions régulières ont eu lieu avec le président Sahebane depuis son entrée en fonction. Depuis juillet, nous avons réalisé des progrès significatifs, surmontant de nombreux obstacles grâce aux efforts du bureau d'études du projet,.

#### Transferts de l'équipe première (mercato hivernal)
Durant la période de transfert hivernale, Sekou Gassama a été le premier à partir après avoir accepté de résilier le contrat. Après cela, Hocine Dehiri et Omar Embarek sont partis en prêt au Qadsia SC du Koweït et à l'ES Mostaganem jusqu'à la fin de la saison,. Le 30 janvier, l'USM Alger a annoncé la résiliation du contrat de Mohamed Ait El Hadj. Après trois ans au club, son contrat a été résilié un an et demi avant la fin de son contrat. A l'issue du mercato hivernal en Algérie, l'USM Alger a annoncé le départ d'Ismail Belkacemi vers Al-Ahli SC pour 450 000 dollars, selon ce qu'a annoncé le club,. Le premier transfert de la période de transfert hivernale a été celui de l'attaquant Ahmed Khaldi pour deux ans et demi, en provenance d'Al-Arabi SC du Koweït après la résiliation de son contrat,.
Fin janvier, l'USM Alger a recruté deux autres attaquants, Riad Benayad de l'Espérance de Tunis pour un an et Mehdi Merghem de SC Farense pour deux ans et demi. Il s'agit d'un renfort qualitatif pour la ligne offensive des Rouge et Noir,. Le 5 février, quelques heures avant la fermeture du mercato, l'USM Alger a recruté un quatrième joueur en la personne d'Haithem Loucif. Le latéral droit, qui a déjà évolué deux ans à l'USM Alger entre 2021 et 2023, fait son retour après un passage assez moyen en Suisse. L'international burundais Bonfils-Caleb Bimenyimana a finalement été qualifié par la LFP. Celui-ci a été recruté après la fin de son contrat avec Zob Ahan. Sa signature a été validée dans les toutes dernières heures du mercato, mais il a fallu 15 jours à la commission du statut du joueur de la FAF pour prendre une décision définitive sur son cas. Bimenyimana a signé un contrat d'un an avec l'USM Alger.

### Saison en cours

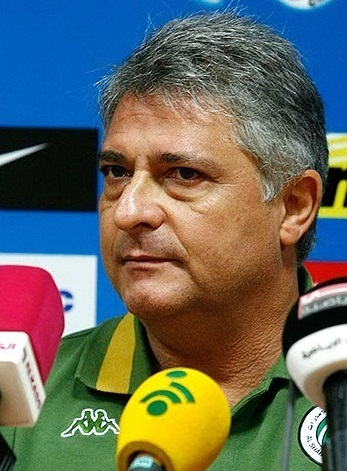
Marcos Paquetá succède à Nabil Maâloul comme nouvel entraîneur.

Après un accord de résiliation de contrat entre l'USM Alger et Nabil Maâloul, ce dernier est revenu sur sa décision et a désigné un avocat qui a adressé une lettre au club. La collaboration avec Maâloul devait prendre fin après le match de coupe contre le NC Magra. Bien que Maâloul ait réalisé une excellente saison et soit resté en lice pour toutes les compétitions, la défaite lors du Derby algérois a suscité des protestations parmi les supporters exigeant son départ. Le 13 février 2025, l'USM Alger a annoncé officiellement la fin de sa coopération avec l'entraîneur tunisien et son staff technique après l'accord entre Sehbane et Maâloul pour partir avec une indemnité de trois mois de salaire, même si son contrat prévoyait la possibilité d'une résiliation unilatérale en échange d'une indemnité de deux mois de salaire. Le 16 février, l'USM Alger a annoncé la nomination du Brésilien Marcos Paquetá comme entraîneur technique jusqu'à la fin de la saison et sera accompagné dans son travail par le traducteur Abdelrazak Loulmi, ainsi que le retour de Belaïd Medjahed comme préparateur physique,.
Le 24 février 2025, après avoir été réélu président de la Fédération algérienne de football (FAF) pour un second mandat, Walid Sadi a affirmé sa volonté de clore rapidement l’affaire USM Alger contre RS Berkane : « Nous espérons que la décision finale du Tribunal arbitral du sport (TAS) sera prise avant fin mars ». Le 26 février, le TAS a admis l'appel de la FAF contre la Confédération africaine de football (CAF), la Fédération Royale Marocaine de Football (FRMF) et la RS Berkane concernant la validation des maillots de la RS Berkane sur lesquels figure une carte du Maroc incluant le Sahara Occidental,. Le 2 mars, l'USM Alger a annoncé que Saber Bensmain avait rejoint le staff technique en tant que premier assistant de Paquetá. Le 4 mars, l'USM Alger a annoncé la nomination de l'ancien joueur Hamza Aït Ouamar au poste de directeur général du club,. Le 7 mars, l'ancien attaquant de l'USM Alger Tarek Hadj Adlane a été nommé porte-parole du club. Cette nomination s'inscrit dans le cadre des récents changements apportés au staff technique et administratif du club.

### Une nouvelle ère commence avec le retour de Saïd Allik aux commandes
Le 30 avril 2025, le ministre algérien des Transports, Saïd Sayoud, a limogé Mohamed-Karim Eddine Harkati de son poste de PDG du Groupe SERPORT, l'actionnaire majoritaire officiel de l'USM Alger, et a nommé Abdelkrim Rezzal comme remplaçant intérimaire,. Le 10 mai 2025, Athmane Sahbane a officiellement démissionné de la présidence du conseil d'administration de l'USMA après moins d'une année en raison d'une mauvaise gestion et d'objectifs non atteints. Boubekeur Abid, un ingénieur doté d’une grande expérience dans divers secteurs, a été nommé pour lui succéder. Le propriétaire du club a facilité ce changement de direction lors d'une réunion du conseil d'administration, alors que la Coupe d'Algérie reste désormais le dernier espoir pour sauver la saison,.
Le 12 mai 2025, le ministre des Transports Saïd Sayoud a reçu le président de l'USM Alger, Boubekeur Abid, accompagné de membres du conseil d'administration, d’un représentant du Groupe SERPORT et de Saïd Allik. Au cours de cette rencontre, le ministre a réaffirmé son plein soutien au club, saluant l'expérience d'Allik et l’ère dorée qu’il a vécue avec l'USMA. Sayoud a également insisté sur l'urgence de finaliser le centre de formation du club, le qualifiant de pierre angulaire pour la relance future de l'équipe.

## Transferts

### Transferts estivaux
| Date                  | Nom                    | Poste     | Transfert                     | Provenance/Destination | Source |
| --------------------- | ---------------------- | --------- | ----------------------------- | ---------------------- | ------ |
| Arrivées (300.000 €)  |                        |           |                               |                        |        |
| 16 juin               | Kheireddine Toual      | Milieu    | Retour de prêt                | ES Ben Aknoun          |        |
| 19 juin               | Hocine Dehiri          | Défenseur | 20,000,000 DA                 | Paradou AC             | ,      |
| 8 juillet             | Ilyes Chetti           | Défenseur | Transfert gratuit             | Wydad AC               | [ 25 ] |
| 18 juillet            | Houssam Ghacha         | Attaquant | Transfert gratuit             | Espérance de Tunis     | ,      |
| 23 juillet            | Glody Likonza          | Milieu    | Transfert gratuit             | TP Mazembe             | ,      |
| 23 juillet            | Kévin Mondeko          | Défenseur | Transfert gratuit             | TP Mazembe             | ,      |
| 27 juillet            | Ghiles Guenaoui        | Attaquant | 200,000 €                     | Al-Masry SC            | ,      |
| 28 juillet            | Rayane Mahrouz         | Défenseur | Premier contrat professionnel | USM Alger rés.         |        |
| 28 juillet            | Safi Eddine Atamnia    | Défenseur | Premier contrat professionnel | USM Alger rés.         |        |
| 6 août                | Wale Musa Alli         | Attaquant | Transfert gratuit             | Zbrojovka Brno         | [ 37 ] |
| 11 août               | Imadeddine Azzi        | Défenseur | Prêt pour une saison          | Kazma SC               | [ 39 ] |
| 23 août               | Sekou Gassama          | Attaquant | Transfert gratuit             | Anórthosis Famagouste  | ,      |
| 27 août               | Adalid Terrazas        | Milieu    | Non dévoilé                   | Club Always Ready      | ,      |
| Départs (1.350.000 €) |                        |           |                               |                        |        |
| 16 juin               | Hocine Dehiri          | Défenseur | Retour de prêt                | Paradou AC             |        |
| 16 juin               | Mustapha Bouchina      | Défenseur | Fin de contrat                | Agent libre            |        |
| 16 juin               | Akram Djahnit          | Milieu    | Fin de contrat                | ES Sétif               | [ 84 ] |
| 15 juillet            | Zineddine Belaïd       | Défenseur | 500,000 €                     | K Saint-Trond          | ,      |
| 24 juillet            | Abdessamed Bounacer    | Défenseur | 500,000 €                     | Al-Sadd SC             | ,      |
| 26 juillet            | Juba Chirani           | Défenseur | Réalisation de contrat        | Agent libre            | [ 86 ] |
| 26 juillet            | Oussama Barkat         | Défenseur | Réalisation de contrat        | Agent libre            | [ 86 ] |
| 26 juillet            | Adel Belkacem Bouzida  | Attaquant | Retour de prêt                | Paradou AC             | [ 86 ] |
| 26 juillet            | Abderrahmane Bacha     | Attaquant | Fin de contrat                | Agent libre            | [ 86 ] |
| 11 août               | Mohamed Amine Bouziane | Attaquant | Réalisation de contrat        | US Biskra              | [ 87 ] |
| 13 août               | Leonel Ateba           | Attaquant | 250,000 €                     | Simba SC               | ,      |
| 31 août               | Sékou Konaté           | Milieu    | Réalisation de contrat        | Agent libre            | ,      |
| 31 août               | Abdoulaye Kanou        | Attaquant | 100,000 €                     | Difaâ El Jadida        | [ 46 ] |
| 31 août               | Oussama Bellatreche    | Attaquant | Réalisation de contrat        | Agent libre            | [ 46 ] |
| 31 août               | Sid mohand Ameziane    | Milieu    | Transfert gratuit             | Columbus Crew 2        | ,      |
| 7 septembre           | Riad Belhadj Kacem     | Défenseur | Transfert gratuit             | CSKA Sofia             | ,.     |

### Transferts hivernaux
| Date        | Nom                       | Poste     | Transfert              | Provenance/Destination | Source |
| ----------- | ------------------------- | --------- | ---------------------- | ---------------------- | ------ |
| Arrivées    |                           |           |                        |                        |        |
| 18 décembre | Ahmed Khaldi              | Attaquant | Transfert gratuit      | Al Arabi               | ,.     |
| 29 janvier  | Riad Benayad              | Attaquant | Transfert gratuit      | Espérance de Tunis     | .      |
| 31 janvier  | Mehdi Merghem             | Attaquant | Non dévoilé            | SC Farense             | ,.     |
| 5 février   | Haithem Loucif            | Défenseur | Non dévoilé            | Yverdon Sport          | .      |
| 5 février   | Bonfils-Caleb Bimenyimana | Attaquant | Transfert gratuit      | Zob Ahan               | .      |
| Départs     |                           |           |                        |                        |        |
| 23 janvier  | Hocine Dehiri             | Défenseur | Prêt de six mois       | Qadsia SC              | ,.     |
| 30 janvier  | Mohamed Ait El Hadj       | Milieu    | Réalisation de contrat | Agent libre            | .      |
| 31 janvier  | Sekou Gassama             | Attaquant | Réalisation de contrat | CD Eldense             | ,.     |
| 3 février   | Omar Embarek              | Milieu    | Prêt de six mois       | ES Mostaganem          | .      |
| 13 février  | Ismaïl Belkacemi          | Attaquant | 450,000 $              | Al-Ahli SC             | ,.     |

## Compétitions
|                       | Finale      | Quarts de finale |
| 8 V 9 N 6 D           | 5 V 0 N 0 D | 5 V 4 N 1 D      |
| TOTAL : 18 V 13 N 7 D |             |                  |

### Championnat

#### Journées 1 à 5
Le premier match du Ligue 1 s'est déroulé à l'extérieur contre NC Magra, où les Rouge et Noir se sont contentés d'un match nul, où ils ont encore une fois manqué d'efficacité offensive. Après la fin du match, Nabil Maâloul a déclaré qu'il y avait certains joueurs qui n'étaient pas prêts à 100%, en plus du fait que le terrain n'a pas aidé à offrir une meilleure prestation malgré la maîtrise du match. Lors d'un match reporté du premier journée contre l'US Biskra au Stade Nelson-Mandela, l'USM Alger a remporté une victoire difficile par deux buts à un. Après une première tentative dangereuse de Sekou Gassama sur une tête, une faute sera commise sur Saâdi Radouani dans la surface de réparation, l’arbitre va devoir revenir à la VAR pour accorder un penalty en faveur de l’USMA. Où Ismaïl Belkacemi a-t-il marqué le premier but. Neuf minutes seulement après le but, Wale Musa Alli réussira à doubler la mise. Victoire méritée pour l’USMA qui se hisse vers le haut du tableau.
Au troisième journée, Les Usmistes a reçu le MC El Bayadh, la première mi-temps sera largement dominée par les Rouge et Noir, Les Usmistes bénéficieront d’un penalty à la 25e minute. Mais Musa Alli échouera à le transformer en but, on joue la 31e minute, et à la suite d'une contre-attaque rapide, Houssam Ghacha pénètre dans la surface de réparation et réussira enfin à débloquer la situation et marqué le premier but. En seconde mi-temps, nous allons assister à une baisse de rythme terrible du côté usmiste. Pour cette deuxième mi-temps, aucune occasion dangereuse ne mérite d’être mentionnée des deux côtés et le score restera d’un but à zéro en faveur de l’USMA jusqu’au coup de sifflet finale, par la plus petite des marges. Le club de Soustara prend les commandes au classement général du championnat,. Sur la pelouse de l’enceinte Stade Mohamed-Bensaïd, l’USMA n’avait qu’à attendre l’erreur adverse pour prendre le devant au tableau d’affichage. C’est ce qui s’est produit à la 26ème minute via Sekou Gassama, sa première cette saison. Au final, et au terme d’une partie au niveau globalement moyen, l’USM Alger a donc réussi à valider ce qu’elle était venue chercher, à savoir les trois points de la victoire. Le succès glané lui permet de se hisser en tête du classement de la Ligue 1 à égalité de points avec le MC Alger.

#### Journées 6 à 10
Le match de la 7e journée contre le MC Alger est reporté du 2 novembre au 5 novembre 2024, pour cause des préparatifs des festivités du 1er novembre et la célébration du 70e anniversaire du déclenchement de la révolution. Puis, afin d'éviter de disputer le match le plus important de la saison à huis clos, après avoir confirmé que l'USMA était sanctionnée, le 27 octobre dernier, il a été reporté à une date ultérieure, ainsi le match contre le JS Saoura, prévu vers le 15 novembre, se déroulera à huis clos. Le 9 novembre, lors du clasico kabylo-algérois n°104, au nouveau Stade Hocine-Aït-Ahmed, la prestation a été médiocre, et le match s'est concentré au milieu du terrain, avec un grand engagement des deux côtés, donc le match s'est soldé par un nul 0-0.
Au 9e journée face à la JS Saoura dans un match qui s'est déroulé a huis clos, l'USM Alger a réussi la victoire avec deux buts, le premier inscrit par Boukhanchouche à la 19ème minute, et en deuxième mi-temps Belkacemi a ajouté le deuxième but sur pénalité, terminant le match avec une victoire importante qui leur en tête du classement de la Ligue 1 à égalité de points avec le MC Alger. En tête du 10e journée face au CS Constantine, qui a vu l'absence des supporters de l'USMA après les événements survenus au stade El Hamalaoui à la suite du match entre les deux équipes en mai dernier. L'unique but de la rencontre a été inscrit par Boudrama à la 34e minute de jeu. Ainsi, l'USMA a subi sa première défaite cette saison,.

#### Journées 11 à 15
Le sommet de la 14e journée ayant opposé l'Entente sétifienne à l'USM Alger s'est joué à Sétif. A la demi-heure de jeu, l'ex-Sétifien Houssam Ghacha plante un but tout en finesse au profit des gars de Soustara. Il a fallu une analyse au niveau de la cabine de la VAR pour valider la réalisation. Salah Bouchama ont surpris la défense d'Al-Ittihad, où a-t-il marqué le but égalisateur à l'ultime seconde du temps additionnel.
En accueillant le MC Oran, pour le compte de la 15e journée, l’USMA s’est imposée avec l’art et la manière sur un score sans appel de trois buts à zéro. les coéquipiers de Radouani vont dominer largement la deuxième mi-temps. Trois minutes seulement après le coup d’envoi de la deuxième période, Brahim Benzaza réussira enfin à ouvrir le score. Il faut dire aussi que les Rouge et Noir maitrisent bien les débats du match et poursuivent leurs assauts, mais il va falloir attendre jusqu’à la 90’+2 pour qu’ils parviennent à doubler la mise, signée Tarek Aggoun contre son camp. Enfin, Imadeddine Azzi d’une jolie tête assomme l’adversaire par un troisième but à la 90’+5. USMA elle retrouve, provisoirement, le haut du tableau et boucle l’année 2024 sur une bonne note.

#### Journées 16 à 20
Dans une rencontre très disputée et d’un bon niveau, l’USM Alger concèdent le nul face les Rouge et Blanc au Stade Nelson-Mandela. D’ailleurs, on a eu droit à une grande bataille entre les deux équipes tout au long des 90 minutes de la rencontre. Cependant, personne n’est parvenu à prendre le dessus puisque la rencontre s’est soldée sur un score de parité d’un but partout.

#### Journées 21 à 25
le 19 avril 2025, L’USM Alger a concédé une défaite amère à domicile contre la JS Kabylie, un concurrent direct pour les places africaines. Le but décisif a été inscrit par le Sénégalais Babacar Sarr dans le temps additionnel 90’+3. Manquant de concentration dans le dernier quart d’heure, les Rouge et Noir glissent à la 5e place, à 7 points de la JSK, désormais solidement installée sur le podium. Malgré deux matchs en retard, l’USMA n’a plus que la Coupe d’Algérie ou un éventuel retour en championnat pour sauver sa saison, après son élimination en Coupe de la Confédération. L’avenir de l'entraîneur Marcos Paquetá reste incertain
L’USMA a subi une nouvelle défaite sur le terrain de la JS Saoura, compromettant davantage ses chances de terminer sur le podium cette saison. Après une première période équilibrée, la JSS a ouvert le score à la 35e minute par Boutiche. L’égalisation est venue à la 58e minute sur penalty d’Alilet, mais les locaux ont rapidement repris l’avantage grâce à un autre penalty transformé par Akacem à la 67e minute. Malgré des changements offensifs de Paquetá, les Rouge et Noir n’ont jamais réussi à inverser la tendance. L’USMA en pleine crise de résultats, voit ses espoirs de qualification pour une compétition africaine s’éloigner sérieusement
le 30 avril 2025, L’USMA a concédé une nouvelle défaite face à l’ASO Chlef, sa troisième de suite, confirmant sa mauvaise passe. Menée dès la 2e minute par un but de Ledlum, elle a encaissé un second but signé Sadahine avant de réduire l'écart en fin de match sur penalty par Caleb. L’USMA, 6e avec 33 points et un match en retard contre le MC Alger, voit ses espoirs de podium s’éloigner. Le club a été dirigé pour ce match par Sofiane Benkhelifa après le départ de Paquetá. Le 11 mai 2025, L’USM Alger a mis fin à deux mois de disette en s’imposant difficilement 2-1 face au CS Constantine. Menés à la pause, les Rouge et Noir ont renversé la situation grâce à des buts de Mahrouz et Terrazas. Réduits à dix en fin de match, ils ont tenu bon jusqu’au coup de sifflet final. Cette victoire pourrait marquer un tournant dans leur saison.
le 23 mai 2025, L’USM Alger a concédé une défaite frustrante face au Mouloudia dans un derby intense au Stade du 5-Juillet-1962. Malgré une bonne entame de match, les Rouge et Noir n’ont pas su concrétiser leurs occasions. Cette défaite compromet un peu plus leurs espoirs de finir sur le podium. L’équipe a montré de l’envie, mais a manqué d'efficacité offensive. Défensivement, quelques errements ont coûté cher face à un MCA réaliste. L’USMA devra se ressaisir rapidement pour bien finir la saison. Le groupe possède du potentiel, mais manque parfois de constance. Le club peut encore viser une place africaine s’il enchaîne les bons résultats.

#### Journées 26 à 30
Le 17 mai 2025, nouvelle désillusion pour l’USM Alger, battue 3-1 par le Paradou AC. Les Rouge et Noir ont été dépassés dans tous les compartiments du jeu. Malgré un sursaut en seconde période, l’inefficacité offensive a coûté cher. Avec cette défaite, le podium s’éloigne définitivement pour l’USMA.
Le 26 mai 2025, L’USMA concède un nouveau nul à domicile face à l’Olympique Akbou 1-1, poursuivant sa série de mauvais résultats. Malgré une domination stérile et des choix offensifs, l’équipe peine à concrétiser. Akbou ouvre le score en fin de match, avant l’égalisation de Caleb dans le temps additionnel. Le déclic tant attendu tarde à venir pour les Rouge et Noir.
Le 11 juin 2025, L’USM Alger a subi une nouvelle défaite face à l’USM Khenchela, prolongeant une série noire inquiétante. Malgré une domination en seconde période, les Rouge et Noir ont manqué d’efficacité. Djaouchi a inscrit l’unique but à la 79e minute, offrant une victoire précieuse à l’USMK. L’USMA, déjà qualifiée pour l’Afrique, peine à trouver de la motivation en cette fin de saison. De sérieux doutes planent avant la finale contre le CR Belouizdad.
Le 16 juin 2025, L’USM Alger a retrouvé le chemin de la victoire en battant l’ES Sétif au Stade du 5-Juillet-1962, lors de la 29e journée. Les Rouge et Noir, bien en place, ont dominé la première période grâce aux offensives de Ghacha et Benayad. En seconde mi-temps, malgré une infériorité numérique, l’USMA a continué à se montrer dangereuse. L’ESS a manqué l’occasion d’ouvrir le score avec un tir de Ferhani sur le poteau. C’est finalement Ghacha qui a offert la victoire aux siens en fin de match. Un succès qui met fin à la mauvaise série usmiste.
L’USM Alger a lourdement chuté face au MC Oran au Stade Ahmed-Zabana, s’inclinant 4-0. Après une première mi-temps conclue à 1-0, les Usmistes n’ont jamais su revenir dans le match, malgré les tentatives de l’entraîneur Lacet et l’incorporation de jeunes joueurs. Le MCO a profité des espaces en fin de rencontre pour inscrire trois autres buts. Cette défaite humiliante ternit l’image du club, d’autant plus qu’elle intervient face à un adversaire privé de plusieurs cadres. À quelques jours de la finale de la Coupe d’Algérie, l’USMA termine une saison décevante. Un important chantier attend le nouveau dirigeant Saïd Allik. À rappeler que l'USMA avait déjà concédé un 4-0 face au MCO en octobre 2019.

#### Classement
| Rang | Équipe        | Pts | J  | G  | N  | P  | Bp | Bc | Diff | Qualification ou relégation                               |
| ---- | ------------- | --- | -- | -- | -- | -- | -- | -- | ---- | --------------------------------------------------------- |
| 5    | Paradou AC    | 41  | 20 | 11 | 8  | 1  | 41 | 39 | +2   |                                                           |
| 6    | ES Sétif      | 41  | 30 | 11 | 8  | 11 | 21 | 24 | −3   |                                                           |
| 7    | USM Alger     | 40  | 30 | 10 | 10 | 10 | 26 | 26 | 0    | Qualification pour la Coupe de la confédération 2025–2026 |
| 8    | MC Oran       | 40  | 30 | 12 | 4  | 14 | 32 | 33 | −1   |                                                           |
| 9    | USM Khenchela | 40  | 30 | 11 | 7  | 12 | 28 | 38 | −10  |                                                           |

1. ↑  Deuxième place qualificative pour la coupe de la confédération de la CAF pour le vainqueur de la coupe d'Algérie 2024-2025

#### Évolution du classement et des résultats
| Rang     | 4 | 4 | 1 | 1 | 2 | 3 | 4 | 5 | 2 | 4 | 5 | 7 | 4 | 5 | 3 | 3 | 3 | 3 | 3 | 3 | 4 | 4 | 5 | 7 | 5 | 7 | 7 | 8 |  |  | 2 |   |   |
| Résultat | G | N | G | G | N | N | D | N | G | D | N | N | G | N | G | N | G | D | G | N | D | D | D | D | G | D | N | D |  |  | — | — | — |

### Coupe d’Algérie
Le 16 janvier 2025, l'USM Alger s'est qualifiée pour les 32es de finale grâce à une victoire éclatante 6–0 contre l'Olympique Magrane au Stade du 5-Juillet-1962. Mohamed Ben Mazouz a ouvert le score d'une tête à la 31e minute, suivi de Khaled Bousseliou qui a doublé la mise cinq minutes plus tard, profitant d'une grosse erreur du gardien Lakhal. En seconde période, Ben Mazouz est revenu sur le devant de la scène en inscrivant un second but à la 71e minute, plaçant son équipe en position de force. Salim Boukhanchouche a porté le score à 4–0 seulement deux minutes plus tard. En fin de match, Ben Mazouz a complété son triplé à la 85e minute, et le remplaçant Mahrouz a scellé la démonstration offensive dans le temps additionnel (90+2). Au tour suivant, l'USM Alger a affronté le NC Magra, remportant une courte victoire 1–0 grâce à un but d'Ismail Belkacemi à la 46e minute.
Le 11 mars 2025, lors d'une soirée de Ramadan, l'USMA a décroché sa place en quarts de finale en s'imposant difficilement 1–0 face au RC Kouba, grâce à un penalty transformé par Mehdi Merghem. En quarts de finale, l'USMA a livré une performance dominante en écrasant le CR Témouchent 5–0 au Stade Miloud-Hadefi. Ahmed Khaldi a ouvert le score à la 23e minute d'une frappe tonitruante de 30 mètres. Ben Mazouz a doublé la mise à la 43e minute, concluant un centre de Merghem. En seconde période, Khaldi a inscrit un deuxième but à la 66e minute d’un subtil lob au-dessus du gardien, après une superbe passe décisive de Brahim Benzaza. Quatre minutes plus tard, Ben Mazouz a de nouveau marqué, profitant d’un centre de Houssam Ghacha. Ce dernier a clôturé le festival offensif à la 90e minute, d’une frappe en pleine lucarne après une passe de Haithem Loucif.
Le 15 avril 2025, l’USM Alger s’est qualifiée pour la finale de la Coupe d’Algérie après une victoire difficile 1–0 après prolongation face à l’USM El Harrach. Dans un match serré avec peu d’occasions nettes durant le temps réglementaire, le but décisif est intervenu à la 105e minute, lorsque Adem Alilet a transformé un penalty. L’USMA a tenu bon dans les dernières minutes pour décrocher son billet pour la finale.

### Coupe de la confédération

#### Parcours en Coupe de la confédération

##### Tours de qualification
Lors des tours de qualification, chaque rencontre se jouera sur la base de matches aller-retour. En cas d'égalité au score cumulé après le match retour, la règle des buts à l'extérieur s'applique, et en cas d'égalité, il n'y aura pas de prolongation et la séance de tirs au but sera utilisée pour déterminer le vainqueur (Règlements III. 13 et 14). Le tirage au sort des tours de qualification a eu lieu le 11 juillet 2024, à 12h00 GMT (15h00 heure locale, UTC+3), au siège de la CAF au Caire, en Égypte L'USM Alger a été exemptée de jouer le premier tour, puisqu'il a affronté le Stade tunisien au deuxième tour, où il a été battu au match aller qui s'est déroulé en Tunisie par un seul but à la 85e minute, Lors du match retour, l'USM Alger recevait le Stade tunisien au Stade Miloud-Hadefi d'Oran, l'USM Alger n'a pas ouvrir le score en raison de la manière défensive dont l'adversaire a joué, et a attendu le dernier quart d'heure pour ouvrir le score, à travers le défenseur Kévin Mondeko d'un superbe retourné acrobatique. La délivrance survient à la suite d'un corner exécuté par Ghiles Guenaoui au premier poteau, l’attaquant du Stade Tunisien Bilel Mejri met le ballon au fond de ses propres filets dans les arrêts de jeu. Après ce but, l’arbitre de la rencontre mettra fin aux débats, permettant à USMA de se qualifier pour la phase de groupes,

##### Phase de groupe
Le tirage au sort de la phase de groupes aura lieu le 7 octobre 2024, à 10h00 GMT (13h00 heure locale, UTC+3), au Caire, en Égypte Les 16 vainqueurs du deuxième tour des qualifications seront répartis en quatre groupes de quatre. Les équipes ont été classées en fonction de leurs performances dans les compétitions de la CAF au cours des cinq saisons précédentes (les points de Classement quinquennal de la CAF sur 5 ans sont indiqués à côté de chaque équipe). Chaque groupe contiendra une équipe de chacun des pots 1 et 2, et deux équipes du pot 3, et chaque équipe sera affectée aux positions de son groupe en fonction de son pot. Alors qu’il était question que la phase de poules des compétitions africaines interclubs débute le 25 octobre prochain, la Confédération africaine de football a pris la décision de reporter l’entame de cette phase de poules d’un mois. En effet, la CAF a livré 25 septembre les nouvelles dates de tenue des rencontres de la phase de poules de la Coupe de la confédération qui sera entamée officiellement le 26 et 27 novembre.
| Rang | Équipe          | Pts | J | G | N | P | Bp | Bc | Diff |  | Résultats (▼ dom., ► ext.) |     |     |     |     |
| ---- | --------------- | --- | - | - | - | - | -- | -- | ---- |  | -------------------------- | --- | --- | --- | --- |
| 1    | USM Alger       | 14  | 6 | 4 | 2 | 0 | 14 | 2  | +12  |  | USM Alger                  |     | 3-0 | 2-0 | 6-0 |
| 2    | ASEC Mimosas    | 8   | 6 | 2 | 2 | 2 | 7  | 5  | +2   |  | ASEC Mimosas               | 1-1 |     | 2-0 | 4-0 |
| 3    | ASC Jaraaf      | 8   | 6 | 2 | 2 | 2 | 2  | 4  | -2   |  | ASC Jaraaf                 | 0-0 | 1-0 |     | 1-0 |
| 4    | Orapa United FC | 2   | 6 | 0 | 2 | 4 | 1  | 13 | -12  |  | Orapa United FC            | 1-2 | 0-0 | 0-0 |     |

##### Phase finale
Chaque match nul de la phase à élimination directe se jouera sur deux matches, chaque équipe jouant un match à domicile. L'équipe qui marquera le plus de buts au total sur les deux matches passera au tour suivant. Si le score global est égal, la règle des buts à l'extérieur sera appliquée, c'est-à-dire que l'équipe qui marquera le plus de buts à l'extérieur au cours des deux matches avancera. Si les buts à l'extérieur sont également égaux, alors la prolongation ne sera pas jouée et les vainqueurs seront départagés par des tirs au but (Règlements III. 26 et 27).

## Joueurs et encadrement technique

### Effectif professionnel actuel
Mise à jour:31 juillet 2024

## Statistiques

### Statistiques collectives
| Compétition               | Débute au tour | Termine          | Matches joués | Gagnés | Nuls | Perdus | Buts pour | Buts contre | Différence |
| ------------------------- | -------------- | ---------------- | ------------- | ------ | ---- | ------ | --------- | ----------- | ---------- |
| Coupe d'Algérie           | 1/32 de finale |                  | 4             | 4      | 0    | 0      | 13        | 0           | +13        |
| Ligue 1                   | -              |                  | 20            | 8      | 9    | 3      | 19        | 10          | +9         |
| Coupe de la confédération | Deuxième tour  | Quarts de finale | 10            | 5      | 4    | 1      | 18        | 5           | +13        |
| Total                     | -              | -                | 34            | 17     | 13   | 4      | 50        | 15          | +35        |

### Statistiques individuelles
(Mis à jour le 9 avril 2025)
| 1  |  | Sifour         | 0  | 0 | 0 | 0 | 0 | 0 | 0 | 0 | 0  | 0 | 0 | 0 | 0  | 0  | 0  | 0 |  |  |  |  |
| 16 |  | Soufi          | 1  | 0 | 0 | 0 | 1 | 0 | 0 | 0 | 1  | 0 | 0 | 0 | 3  | 0  | 0  | 0 |  |  |  |  |
| 25 |  | Benbot         | 19 | 0 | 2 | 0 | 3 | 0 | 0 | 0 | 9  | 0 | 2 | 0 | 31 | 0  | 4  | 0 |  |  |  |  |
|    |  |                |    |   |   |   |   |   |   |   |    |   |   |   |    |    |    |   |  |  |  |  |
| 2  |  | Mahrouz        | 11 | 0 | 2 | 1 | 3 | 1 | 0 | 0 | 6  | 0 | 0 | 0 | 20 | 1  | 2  | 1 |  |  |  |  |
| 3  |  | Atamnia        | 1  | 0 | 0 | 0 | 0 | 0 | 0 | 0 | 0  | 0 | 0 | 0 | 1  | 0  | 0  | 0 |  |  |  |  |
| 4  |  | Mondeko        | 12 | 0 | 2 | 2 | 4 | 0 | 0 | 0 | 8  | 2 | 1 | 0 | 24 | 2  | 3  | 2 |  |  |  |  |
| 5  |  | Azzi           | 15 | 1 | 4 | 0 | 1 | 0 | 0 | 0 | 5  | 0 | 2 | 0 | 21 | 1  | 6  | 0 |  |  |  |  |
| 15 |  | Lamara         | 8  | 0 | 2 | 0 | 3 | 0 | 0 | 0 | 4  | 1 | 0 | 0 | 15 | 1  | 2  | 0 |  |  |  |  |
| 17 |  | Loucif         | 3  | 0 | 0 | 0 | 2 | 0 | 0 | 0 | 2  | 0 | 0 | 0 | 7  | 0  | 0  | 0 |  |  |  |  |
| 19 |  | Radouani       | 18 | 0 | 2 | 0 | 2 | 0 | 0 | 0 | 8  | 2 | 1 | 0 | 28 | 2  | 3  | 0 |  |  |  |  |
| 21 |  | Alilet         | 14 | 0 | 2 | 0 | 4 | 0 | 0 | 0 | 8  | 1 | 1 | 0 | 26 | 1  | 3  | 0 |  |  |  |  |
| 23 |  | Chetti         | 15 | 0 | 0 | 0 | 2 | 0 | 0 | 0 | 5  | 0 | 1 | 0 | 22 | 0  | 1  | 0 |  |  |  |  |
|    |  |                |    |   |   |   |   |   |   |   |    |   |   |   |    |    |    |   |  |  |  |  |
| 6  |  | Chita          | 12 | 0 | 1 | 0 | 4 | 0 | 0 | 0 | 6  | 0 | 3 | 0 | 22 | 0  | 4  | 0 |  |  |  |  |
| 8  |  | Merili         | 12 | 0 | 1 | 0 | 2 | 0 | 0 | 0 | 6  | 1 | 0 | 0 | 20 | 1  | 1  | 0 |  |  |  |  |
| 9  |  | Terrazas       | 8  | 0 | 1 | 0 | 2 | 0 | 0 | 0 | 7  | 0 | 1 | 0 | 17 | 0  | 2  | 0 |  |  |  |  |
| 11 |  | Likonza        | 18 | 1 | 4 | 0 | 2 | 0 | 1 | 0 | 10 | 0 | 0 | 0 | 30 | 11 | 5  | 0 |  |  |  |  |
| 13 |  | Embarek        | 7  | 0 | 1 | 0 | 0 | 0 | 0 | 0 | 3  | 0 | 0 | 0 | 10 | 0  | 1  | 0 |  |  |  |  |
| 14 |  | Benzaza        | 16 | 2 | 2 | 0 | 3 | 0 | 0 | 0 | 8  | 0 | 0 | 0 | 27 | 2  | 2  | 0 |  |  |  |  |
| 18 |  | Boukhanchouche | 17 | 1 | 6 | 0 | 4 | 1 | 0 | 0 | 5  | 0 | 4 | 1 | 26 | 2  | 10 | 1 |  |  |  |  |
| 26 |  | Namani         | 1  | 0 | 0 | 0 | 1 | 0 | 0 | 0 | 2  | 0 | 0 | 0 | 4  | 0  | 0  | 0 |  |  |  |  |
|    |  |                |    |   |   |   |   |   |   |   |    |   |   |   |    |    |    |   |  |  |  |  |
| 7  |  | Bimenyimana    | 3  | 1 | 0 | 0 | 1 | 0 | 0 | 0 | 0  | 0 | 0 | 0 | 4  | 1  | 0  | 0 |  |  |  |  |
| 10 |  | Guenaoui       | 2  | 0 | 0 | 0 | 0 | 0 | 0 | 0 | 2  | 0 | 0 | 0 | 4  | 0  | 0  | 0 |  |  |  |  |
| 22 |  | Musa Alli      | 19 | 1 | 2 | 0 | 1 | 0 | 0 | 0 | 9  | 1 | 0 | 0 | 29 | 2  | 2  | 0 |  |  |  |  |
| 23 |  | Bousseliou     | 13 | 0 | 0 | 0 | 3 | 1 | 1 | 0 | 5  | 0 | 0 | 0 | 21 | 1  | 1  | 0 |  |  |  |  |
| 27 |  | Ghacha         | 15 | 4 | 1 | 0 | 4 | 1 | 0 | 0 | 10 | 1 | 2 | 0 | 29 | 6  | 3  | 0 |  |  |  |  |
| 28 |  | Benayad        | 4  | 0 | 0 | 0 | 2 | 0 | 0 | 0 | 2  | 0 | 0 | 0 | 8  | 0  | 0  | 0 |  |  |  |  |
| 29 |  | Khaldi         | 5  | 0 | 1 | 0 | 3 | 2 | 0 | 0 | 2  | 0 | 0 | 0 | 10 | 2  | 1  | 0 |  |  |  |  |
| 30 |  | Merghem        | 4  | 1 | 0 | 0 | 3 | 1 | 0 | 0 | 2  | 0 | 0 | 0 | 9  | 2  | 0  | 0 |  |  |  |  |
| 31 |  | Ben Mazouz     | 7  | 0 | 0 | 0 | 2 | 5 | 0 | 0 | 5  | 1 | 0 | 0 | 14 | 6  | 0  | 0 |  |  |  |  |
|    |  |                |    |   |   |   |   |   |   |   |    |   |   |   |    |    |    |   |  |  |  |  |
| 20 |  | Dehiri         | 5  | 0 | 0 | 0 | 0 | 0 | 0 | 0 | 2  | 0 | 0 | 0 | 7  | 0  | 0  | 0 |  |  |  |  |
| 13 |  | Embarek        | 7  | 0 | 1 | 0 | 0 | 0 | 0 | 0 | 3  | 0 | 0 | 0 | 10 | 0  | 1  | 0 |  |  |  |  |
| 33 |  | Ait El Hadj    | 5  | 0 | 1 | 0 | 0 | 0 | 0 | 0 | 3  | 0 | 0 | 0 | 8  | 0  | 1  | 0 |  |  |  |  |
| 7  |  | Belkacemi      | 11 | 4 | 1 | 0 | 2 | 1 | 0 | 0 | 6  | 5 | 0 | 0 | 19 | 10 | 1  | 0 |  |  |  |  |
| 17 |  | Gassama        | 9  | 1 | 1 | 0 | 0 | 0 | 0 | 0 | 5  | 1 | 1 | 0 | 14 | 2  | 2  | 0 |  |  |  |  |

### Statistiques des buteurs
(Mis à jour le 30 avril 2025)
|        | Buteur                    | L1 | CA | CCC | Total | Min  | MJ |
| ------ | ------------------------- | -- | -- | --- | ----- | ---- | -- |
| TOTAL1 | TOTAL1                    | 19 | 14 | 16  | 49    | 3450 | 38 |
| 1      | Ismail Belkacemi          | 4  | 1  | 5   | 10    | -    | -  |
| 2      | Houssam Ghacha            | 4  | 1  | 1   | 6     | -    | -  |
| 3      | Mohamed Ben Mazouz        | 0  | 5  | 1   | 6     | -    | -  |
| 4      | Adem Alilet               | 1  | 1  | 1   | 3     | -    | -  |
| 5      | Wale Musa Alli            | 1  | 0  | 1   | 2     | -    | -  |
| 6      | Sekou Gassama             | 1  | 0  | 1   | 2     | -    | -  |
| 7      | Bonfils-Caleb Bimenyimana | 2  | 0  | 0   | 2     | -    | -  |
| 8      | Saâdi Radouani            | 0  | 0  | 2   | 2     | -    | -  |
| 9      | Salim Boukhanchouche      | 1  | 1  | 0   | 2     | -    | -  |
| 10     | Kévin Mondeko             | 0  | 0  | 2   | 2     | -    | -  |
| 11     | Ahmed Khaldi              | 0  | 2  | 0   | 2     | -    | -  |
| 12     | Islam Merili              | 0  | 0  | 1   | 1     | -    | -  |
| 13     | Nabil Lamara              | 0  | 0  | 1   | 1     | -    | -  |
| 14     | Brahim Benzaza            | 1  | 0  | 0   | 1     | -    | -  |
| 15     | Rayane Mahrouz            | 0  | 1  | 0   | 1     | -    | -  |
| 16     | Khaled Bousseliou         | 0  | 1  | 0   | 1     | -    | -  |
| 17     | Imadeddine Azzi           | 1  | 0  | 0   | 1     | -    | -  |
| 18     | Glody Likonza             | 1  | 0  | 0   | 1     | -    | -  |
| 19     | Mehdi Merghem             | 1  | 0  | 0   | 1     | -    | -  |

1. Total des buts dans le jeu, hors c-s-c.

### Statistiques des passeurs
(Mis à jour le 30 avril 2025)
|       | passeur            | L1 | CA | CCC | Total | MJ |
| ----- | ------------------ | -- | -- | --- | ----- | -- |
| TOTAL | TOTAL              | 10 | 9  | 9   | 28    | 38 |
| 1     | Ismail Belkacemi   | 2  | 0  | 2   | 4     |    |
| 2     | Brahim Benzaza     | 2  | 1  | 1   | 4     |    |
| 3     | Houssam Ghacha     | 0  | 2  | 2   | 4     |    |
| 4     | Wale Musa Alli     | 1  | 0  | 2   | 3     |    |
| 5     | Saâdi Radouani     | 2  | 0  | 1   | 3     |    |
| 6     | Ahmed Khaldi       | 1  | 1  | 0   | 2     |    |
| 7     | Haithem Loucif     | 0  | 2  | 0   | 2     |    |
| 8     | Mohamed Ben Mazouz | 0  | 1  | 0   | 1     |    |
| 9     | Nabil Lamara       | 0  | 1  | 0   | 1     |    |
| 10    | Khaled Bousseliou  | 0  | 1  | 0   | 1     |    |
| 11    | Rayane Mahrouz     | 0  | 0  | 1   | 1     |    |
| 12    | Riad Benayad       | 1  | 0  | 0   | 1     |    |
| 13    | Mehdi Merghem      | 0  | 1  | 0   | 1     |    |